# Церлинг, Вера Владимировна
Вера Владимировна Церлинг (1903—1999) — советский учёный почвовед и агрохимик, специалист в области диагностики плодородия почв и минерального питания растений, доктор биологических наук, профессор. Заслуженный деятель науки РСФСР (1973).

## Биография
Родилась 23 марта 1903 года в Пензе.
С 1919 по 1921 год обучалась на биологическом факультете Пензенского института народного образования, ученица профессора И. И. Сапрыгина. С 1921 по 1924 год продолжила своё обучение в  Московском  государственном институте сельскохозяйственной мелиорации.
С 1924 года на научно-исследовательской работе в ВНИИ кормов имени В. Р. Вильямса в качестве научного сотрудника лаборатории физиологии растений под руководством профессора  А. Н. Сабанина. С 1934 по 1946 год на научно-исследовательской работе в ВНИИ удобрений и агропочвоведения ВАСХНИЛ в качестве научного сотрудника лаборатории минерального питания растений, одновременно с научной занималась и педагогической работой в МСХА имени К. А. Тимирязева в качестве ассистента, доцента и профессора кафедры агрохимии под руководством академика Д. Н. Прянишникова.
С 1946 года на научно-исследовательской работе в Почвенном институте имени В. В. Докучаева в качестве ведущего научного сотрудника, занималась руководством исследований по диагностике минерального питания сельскохозяйственных культур под руководством профессора А. В. Соколова.

### Научно-педагогическая деятельность и вклад в науку
Основная научно-педагогическая деятельность В. В. Церлинг была связана с вопросами в области почвоведения и микробиологии. В. В. Церлинг занималась исследованиями в области проблем обмена веществ в растениях, ей была обоснована роль элементов питания в формировании компонентов структуры урожая. В. В. Церлинг была создана научная концепция в основе которой являлась оценка почвенного плодородия, которая опиралась не только на почвенную диагностику, но и на изучение роста, развития и химического состава растений по фазам их развития. Под руководством В. В. Церлинг были разработаны научные методы и основы диагностики питания растений и их потребности в удобрениях.
В 1934 году защитила диссертацию на соискание учёной степени кандидат биологических наук, в 1962 году — доктор биологических наук по теме: «Обмен веществ, формирование урожая и диагностика потребности растений в удобрениях». В. В. Церлинг было написано более трёхсот научных трудов, в том числе монографий, а так же около одиннадцати научных статей в журнале АН СССР — «Почвоведение» и пятидесяти статей в известных зарубежных изданиях.

## Основные труды
- Руководство-справочник по применению удобрений под силосные культуры / В. В. Церлинг ; Под ред. проф. А. Н. Лебедянцева, Д. А. Романченко, Т. А. Рунова. - [Москва] : Сельколхозгиз, 1932. — 48 с.
- Применение удобрений на дерново-подзолистых почвах: (На примере Калинингр. обл.) / В. В. Церлинг, И. Г. Важенин. - Москва : Изд-во Акад. наук СССР, 1954. — 208 с.
- Обмен веществ, формирование урожая и диагностика потребности растений в удобрениях. - Москва, 1962. — 1185 с.
- Растение рассказывает о почве: (Как определить потребность растений в удобрениях). - Москва : Изд-во Акад. наук СССР, 1963. — 86 с.
- Как "кормить" растения: (Диагностика питания растений) / Д-р биол. наук В. В. Церлинг. - Москва : Знание, 1965. — 47 с.
- Растения рассказывают / [Ил.: В. Соболевский]. - Москва : Дет. лит., 1967. — 96 с.
- Агрохимические основы диагностики минерального питания сельскохозяйственных структур / В. В. Церлинг. - Москва : Наука, 1978. — 216 с.
- Растительная диагностика корневого питания сельскохозяйственных культур: (Учеб. пособие для агр. и плодоовощного фак.). - Москва : ТСХА, 1979. — 61 с.
- Диагностика питания сельскохозяйственных культур : Справочник / В. В. Церлинг. - М. : Агропромиздат, 1990. — 234 с. — ISBN 5-10-000562-9[4]

## Награды
- Заслуженный деятель науки РСФСР (1973)
- Премия имени Д. Н. Прянишникова АН СССР (1978)
- Золотая, Серебряная и Бронзовая медали ВДНХ СССР
- Медаль VII Международного конгресса по минеральным удобрениям[1][2][3]